# Max Jungnickel (Schriftsteller)
Max Jungnickel (* 27. Oktober 1890 in Saxdorf, Kreis Liebenwerda; † 13. Januar 1945 in Welun, Wartheland) war ein deutscher Schriftsteller.

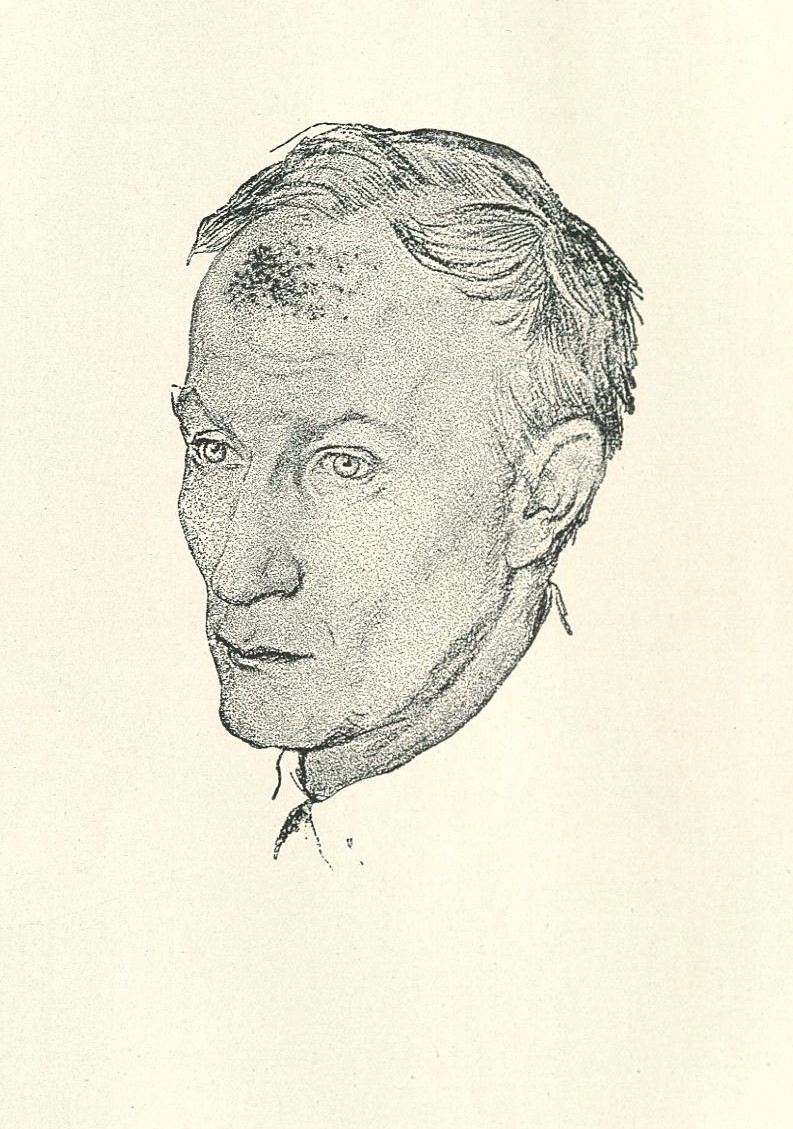
Emil Orlik: Max Jungnickel (1924)

## Leben
Max Jungnickel war der Sohn eines Bahnwärters und einer Schneiderin. Nach dem Besuch der Volksschule begann er 1904 eine Lehrerausbildung an der Präparandenanstalt in Delitzsch, von der er 1906 relegiert wurde. Jungnickel ging nach Berlin, wo er anfangs in ärmlichen Verhältnissen lebte. Er war Mitarbeiter einer Zeitschrift und hörte daneben an der Universität Vorlesungen bei dem Literaturwissenschaftler Erich Schmidt. Nach ersten literarischen Erfolgen heiratete Jungnickel 1915; aus der Ehe gingen zwei Kinder hervor. Am Ersten Weltkrieg nahm Jungnickel von 1915 bis 1918 als Soldat teil; er wurde verwundet und galt zeitweise als vermisst.
Nach Kriegsende lebte Max Jungnickel wieder als freier Schriftsteller in Berlin. In den Zwanzigerjahren entwickelte er sich zum Sympathisanten der NSDAP. Nach der nationalsozialistischen Machtergreifung gehörte er im Oktober 1933 zu den Unterzeichnern eines Treuegelöbnisses gegenüber Hitler. Im gleichen Jahre veröffentlichte er ein Buch über Joseph Goebbels, und auch weitere während des Dritten Reiches erschienene Werke Jungnickels haben eine klare nationalistische und militaristische Tendenz. Jungnickel, der noch bis 1944 veröffentlichen konnte, gilt seit Januar 1945 als verschollen.
Max Jungnickel war Verfasser von Romanen, Erzählungen, Skizzen, Theaterstücken und Gedichten. Seine Werke tragen häufig märchenhafte Züge und sind stark beeinflusst von der deutschen Romantik und den dänischen Autoren Hans Christian Andersen und Jens Peter Jacobsen. 1943 wurde Jungnickel mit dem Gaukulturpreis Halle-Merseburg ausgezeichnet. Nach 1945 standen in der Sowjetzone bzw. der frühen DDR insgesamt acht zwischen 1932 und 1942 erschienene Werke Jungnickels auf der „Liste der auszusondernden Literatur“.

## Werke
- Aus einer Träumerwerkstatt, Leipzig-Gohlis 1909
- Der Himmels-Schneider, Berlin 1913
- Der Frühlingssoldat, Charlottenburg 1915
- Trotz Tod und Tränen, München 1915
- Vom Offiziersmantel und anderes, Stuttgart 1915
- Draußen im Felde, München 1916
- Das lachende Soldatenbuch mit der Denkerstirne, München 1916
- Peter Himmelhoch, München 1916
- Vom Frühling und Allerhand, München 1916
- Ins Blaue hinein, München 1917
- Aus den Papieren eines Wanderkopfes, Romantische Skizzen. Verlag Franz Schneider, Berlin-Schöneberg, Leipzig 1918
- Die blaue Marie, München 1918
- Jakob Heidebuckel, Die Geschichte eines Jünglings. Verlag Franz Schneider,  Berlin-Schöneberg, Leipzig 1918
- 7 Lieder, Berlin 1918
- Die Mütter, München 1918
- Die Mütter. Die Gefallenen. Der Heimgekehrte. Die Ärmsten, München 1918
- An geweihten Stätten und aus alten Tagen, Berlin-Steglitz 1919
- Gäste der Gasse, Berlin-Schöneberg [u. a.] 1919
- Das Schulgebet, Berlin 1919
- Der Wolkenschulze, Leipzig 1919
- Auf dem Lande, Berlin-Steglitz 1920
- Kirchpfennigs, Berlin 1920
- Das Herz in der Laterne, Leipzig 1921
- Kinder, München 1921
- Kunterbuntes Heimweh, München 1921
- Menschen auf der Himmelsstraße, München 1921
- Peter Himmelhoch und andere Dichtungen, München 1921
- Peter Himmelhoch und Der Sternenkantor, München 1921
- Grille und Notenkopf, Leipzig 1922
- Der Puppenspieler auf der Blaumeise, Stuttgart [u. a.] 1922
- Das Jahr im Leben der Kinder, Mainz 1923 (zusammen mit Hans Friedrich)
- Das müde Haus, Ein Zirkusroman. Verlag Adolf Sponholtz, Hannover 1923
- Das närrische Lesebuch, Berlin 1923
- Sorge 13, Wien 1923
- Der Vogelkantor oder Die Seele des Erziehers, Querfurt 1923
- Kabäuschens Traumreise, München 1924
- Michael Spinnler, Der Roman einer Sehnsucht. Verlag Adolf Sponholtz, Hannover 1924
- Aus Wind und Himmel, Gedichte. Verlag Adolf Sponholtz, Hannover 1925
- Das Käthe-Kruse-Bilderbuch, München 1925 (zusammen mit Käthe Kruse)
- Mein Bilderbuch, Mainz 1925 (zusammen mit Franz Wacik)
- Wunder um die Schusterkugel, Neustadt b. Koburg 1925
- Blinder Schimmel, Blautopf und das Schwert des Konradin, Stuttgart 1926
- Die Fahrt ins Bilderbuchhaus, Mainz 1926
- Lichter im Wind, Roman.Verlag Adolf Sponholtz, Hannover 1926
- Max-Jungnickel-Büchlein, Mühlhausen i. Thür. 1926
- Die verzauberte Schulstunde, Breslau 1926
- Die Uhrenherberge, Berlin-Zehlendorf 1927
- Brennende Sense, Bad Pyrmont 1928
- Die Schnurrpfeil und die anderen, Berlin 1928
- Christian Pilgram und seine Ulrike und andere Erzählungen, Reutlingen 1929
- Der Rutsch ins Mauseloch, Berlin 1929
- Sulamith Wülfing, Dürers kleine Tochter, Elberfeld 1929 (zusammen mit Sulamith Wülfing)
- Der Jahrmarkt Gottes, Leipzig 1931
- Fillafalla, Leipzig 1932
- Der Sturz aus dem Kalender, Leipzig 1932
- Volk und Vaterland, Berlin 1932
- Goebbels, Leipzig 1933
- Der kalte Wolf, Leipzig 1933
- Die Meldung, Leipzig 1933
- Gesichter im Feuer des Weltkrieges, Berlin [u. a.] 1935
- Die kleine Unvollendete, Berlin 1935
- Ein kleiner Junge lacht ins Leben, Gütersloh 1935
- Verborgene Welt, Berlin-Grunewald 1935
- Klein-Tomma staunt in die Welt, Gütersloh 1936
- Die Schwingen der Seele, Weimar 1936
- Gesichter am Wege, Stuttgart 1937
- Mythos des Soldaten, Berlin 1938
- Capella Maidron, Halle 1939
- Kommando der Erde, Berlin 1939
- Fliegende Grenadiere, Berlin 1940
- Das Schwert im Sternbild, Freiburg i. Br. 1941
- Du bist verweht, Zerline!, Freiburg i.Br. 1942
- Peter und die Stunde X, Berlin 1942
- Steen und seine Phoebe, Berlin 1943
- Im Bett Napoleons und andere Kurzgeschichten, Berlin 1944
- Der Sperling des Catull, Freiburg i.Br. 1944

## Herausgeberschaft
- Matthias Claudius: Der Wandsbecker Bote, Jena 1925